# Rue de la Comète (Paris)
Pour les articles homonymes, voir Rue de la Comète.
La rue de la Comète est une voie du 7e arrondissement de Paris, en France.

## Situation et accès
La rue de la Comète est une voie publique située dans le 7e arrondissement de Paris. Elle débute au 75, rue Saint-Dominique et se termine au 160, rue de Grenelle.
Le quartier est desservi par la ligne 8 à la station La Tour-Maubourg.

## Origine du nom
Cette rue est baptisée en souvenir d'une comète observée en 1763 (C/1763 S1, découverte par Charles Messier) et parce qu'il existait dans la rue une enseigne représentant l'événement.

## Historique
La création de cette rue fut décidée par un arrêt du Conseil du roi du 18 septembre 1769 et par lettres patentes du 25 avril 1770 et finalement ouverte en 1775.
En 1862, on trayait encore les vaches rue de la Comète.

## Bâtiments remarquables et lieux de mémoire

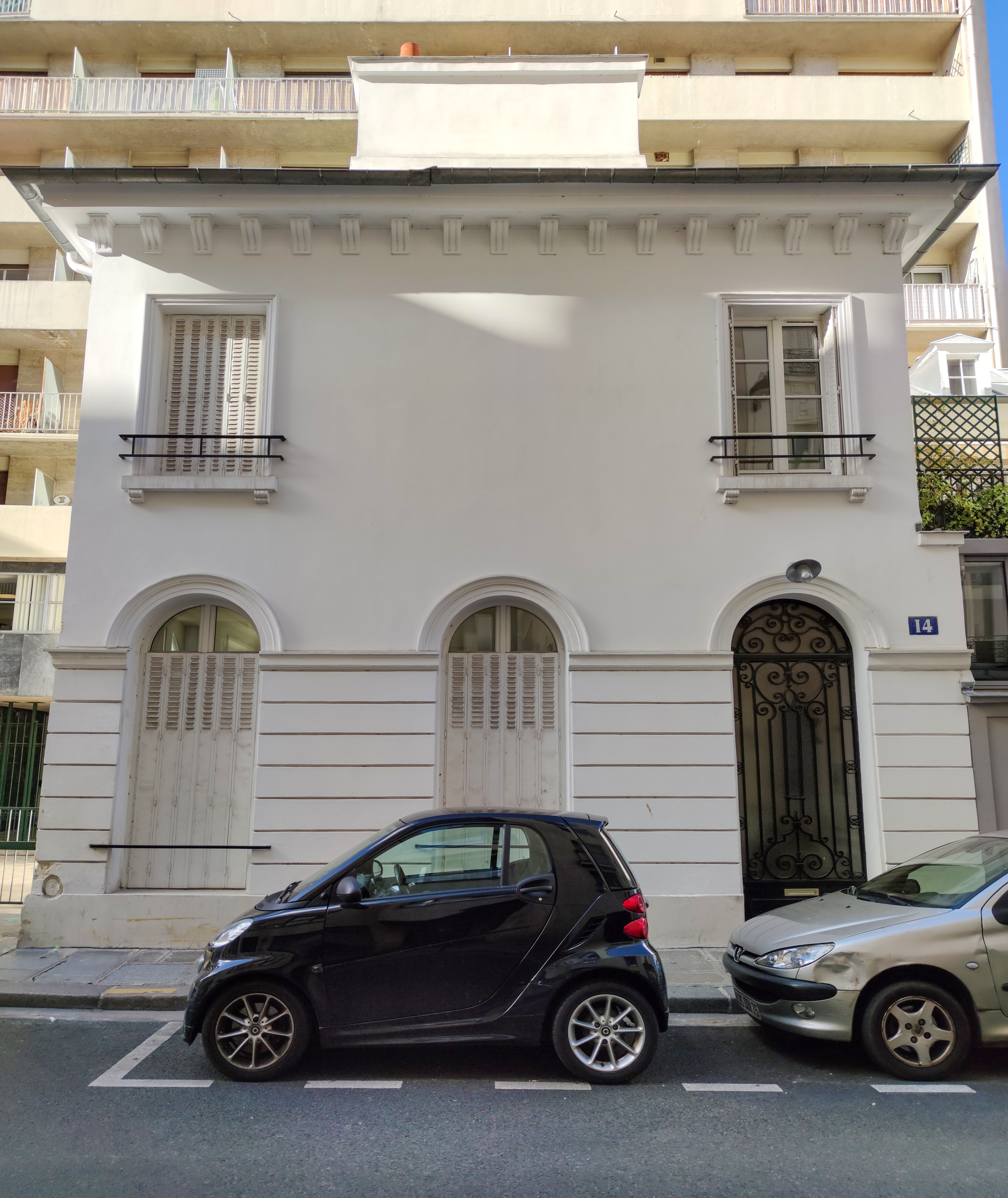
No 14.

- No 18b-20 : maison d’aspect fin du XVIIIe siècle caractéristique de l’ancien village du Gros-Caillou[2].